# Oribatella szunyoghyi
Oribatella szunyoghyi är en kvalsterart som beskrevs av Balogh 1961. Oribatella szunyoghyi ingår i släktet Oribatella och familjen Oribatellidae. Inga underarter finns listade i Catalogue of Life.